# David Jonathan Gross
David Jonathan Gross (n. 19 februarie 1941, Washington, D.C., District of Columbia, SUA) este un fizician evreu-american, laureat al Premiului Nobel pentru Fizică în 2004 împreună cu David Politzer și Frank Wilczek pentru descoperirea libertății asimptotice în teoria interacțiunii tari.